# Salón de la Fama para Americanos Ilustres
El Salón de la Fama para Americanos Ilustres o Salón de la Fama para Estadounidenses Ilustres es una galería de esculturas al aire libre ubicada en los terrenos del Bronx Community College en el Bronx, Nueva York. Es el primer salón de la fama en los Estados Unidos. Completado en 1900 como parte del campus de Universidad Heights de la Universidad de Nueva York, la columnata de piedra de 192 metros rodea la biblioteca de la universidad y alberga 98 bustos de bronce de varios estadounidenses prominentes. Diseñada por el arquitecto Stanford White, quien también diseñó la biblioteca, la estructura de Beaux Arts fue donada por Helen Gould, y se inauguró formalmente el 30 de mayo de 1901. La Universidad de Nueva York, bajo graves dificultades financieras, se vio obligada a vender el campus en 1973 a la Universidad de la Ciudad de Nueva York y se convirtió en el Bronx Community College. Aunque el renombre del Salón se ha desvanecido, su arquitectura permanece y se erige como un santuario nacional secular no solo para los grandes hombres (y algunas mujeres), sino también para los ideales de fama romanos tan vigentes a principios del siglo XX.

## Historia

### Origen e inspiración

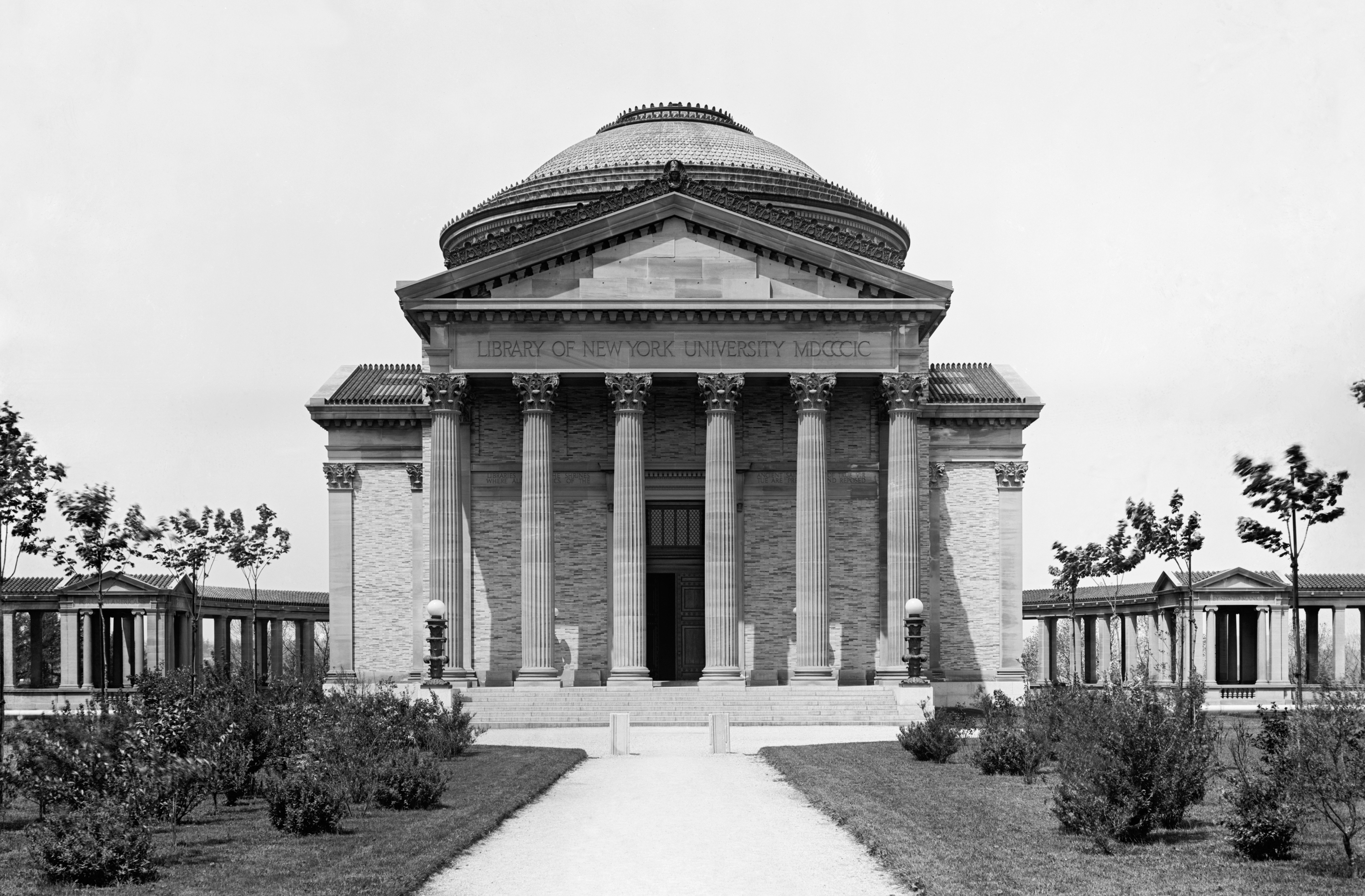
La biblioteca en 1904. El Salón de la Fama para Americanos Ilustres es visible a izquierda y derecha, obra diseñada por el arquitecto Stanford White.

La biblioteca y el vestíbulo se encuentran en las alturas ocupadas por el ejército británico en el otoño de 1776 durante su exitoso ataque contra Fort Washington. El Dr. Henry Mitchell MacCracken, canciller de la Universidad de Nueva York, fue el creador del Salón de la Fama. 
Fue el primer salón de la fama en los Estados Unidos. «Fama» aquí significa «renombre»,  en lugar del significado más común de «celebridad». El canciller MacCracken reconoció la inspiración del Ruhmeshalle (Salón de la Fama) en Munich, Alemania.
 

Otros monumentos con un propósito similar se habían construido anteriormente. El rey Ludwig I de Baviera construyó dos: un Walhalla Ruhmes- und Ehrenhalle cerca de Regensburg, Alemania, completado en 1842, y un Ruhmeshalle auf der Anhöhe (Salón de la Fama de Baviera), en Munich, completado en 1853. El canciller McCracken describió así la evolución de la idea para el Salón de la Fama:
El Salón de la Fama [...] debe su inicio en gran parte a los hechos de la geografía física. Después de que se planearan los tres edificios que formarían el lado oeste del cuadrángulo de la Escuela de Artes y Ciencias de la Universidad de Nueva York en University Heights, se decidió, con el fin de ampliar el cuadrángulo, empujarlos lo más cerca posible de la avenida sobre el río Harlem. Pero como el nivel del campus está a 170 pies sobre la marea alta, y de 40 a 60 pies sobre la avenida, se vio de inmediato que los pisos del sótano sobresalían hacia la avenida desnudos y antiestéticos. Para ocultar sus muros, el arquitecto sugirió una terraza, limitada en su borde exterior por un parapeto o columnata.

Pero mientras la estética obligaba al arquitecto a inventar la terraza con su parapeto o columnata, la necesidad de la universidad obligó a descubrir un uso educativo para la estructura del arquitecto. Como la mayoría de personas que han visitado Alemania, el presidente conocía la Ruhmes Halle, construida cerca de Munich por el Rey de Baviera. Como todos los americanos, admiraba el uso que se hacía de la Abadía de Westminster, y del Panteón de París. Pero el americano reclama la libertad de adoptar nuevas y amplias reglas para gobernarle, incluso siguiendo la pista de sus antepasados del Viejo Mundo. Por lo tanto, se acordó que la admisión a este Salón de la Fama debería ser controlada por un cuerpo nacional de electores, que podría, lo más cerca posible, representar la sabiduría del pueblo americano.

### Diseño

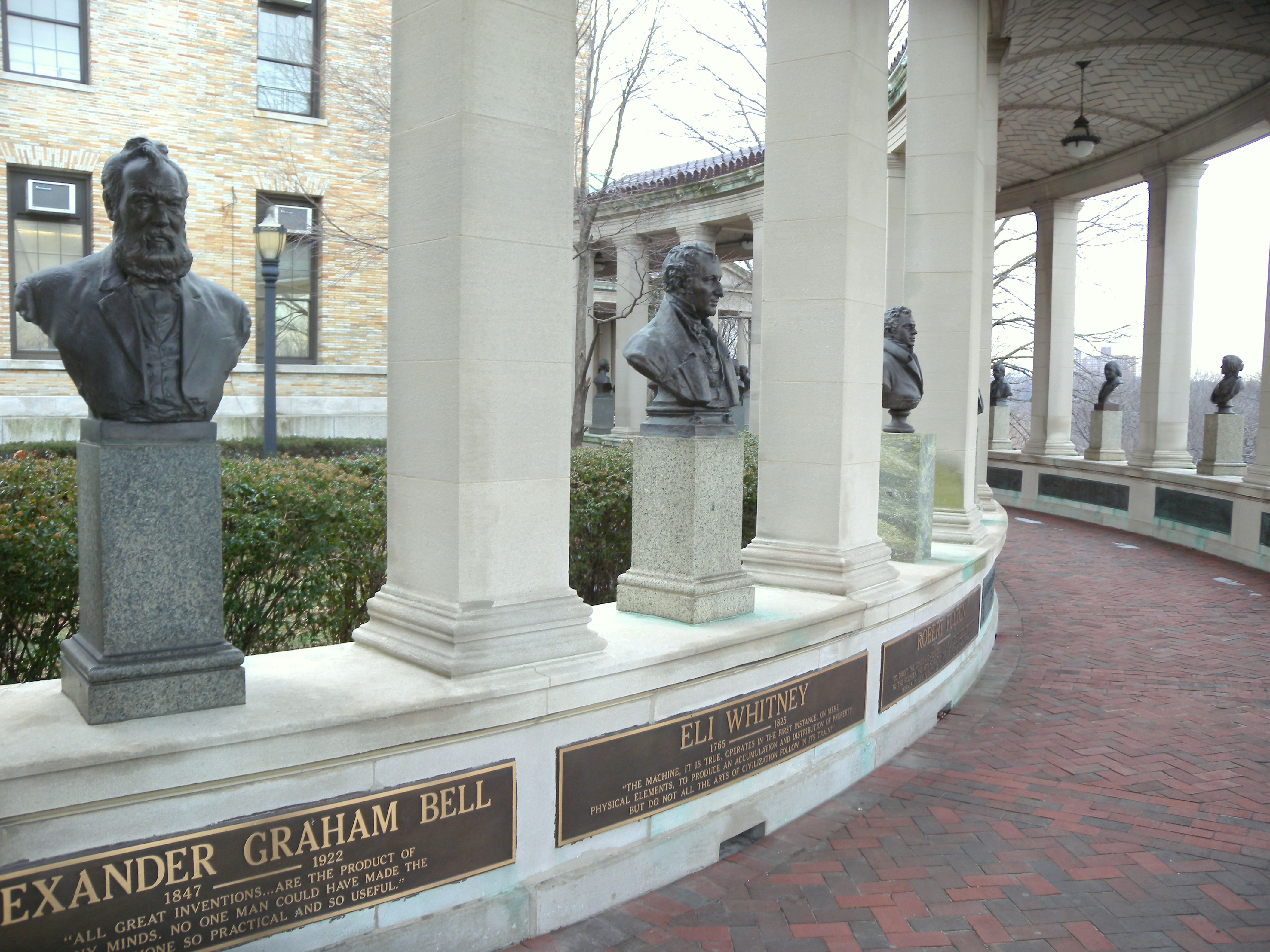
Ala norte del Salón de la Fama para Americanos Ilustres mostrando a Alexander Graham Bell y Eli Whitney.

La estructura conmemorativa es una columnata al aire libre de 192 metros de largo con espacio para 102 bustos de bronce, diseñada en estilo neoclásico por el arquitecto Stanford White. La biblioteca es similar a la Biblioteca Baja de Columbia, diseñada por el socio de White Charles Follen McKim. La columnata también corre detrás (al oeste) del Salón de Idiomas al sur, y del Salón de la Filosofía al norte.
Talladas en piedra sobre los frontones del Salón de la Fama están las palabras «Por riqueza de pensamiento, o bien por poderosos hechos, sirvieron a la humanidad con carácter noble. En el bien mundial viven para siempre». 
La base de cada escultura contiene una tableta de bronce con el nombre de la persona conmemorada, fechas significativas, logros y citas. Cada busto de bronce debe haberse hecho específicamente para el Salón de la Fama y no debe duplicarse dentro de los 50 años de su ejecución.

### Años recientes
El Salón de la Fama para Americanos Ilustres está en gran parte olvidado. Durante dos décadas antes de 1997, de hecho, careció de los fondos para celebrar nuevas elecciones o para comisionar a las personas que elegían, incluidos Louis Brandeis, Clara Barton, Luther Burbank y Andrew Carnegie. Tomó diecinueve años recaudar los 25 000 dólares necesarios para encargar el busto de Franklin Delano Roosevelt. A fines de la década de 1970, el estado invirtió tres millones de dólares para restaurar la base desmoronada de la columnata; más recientemente, invirtió otros 200 000 dólares para restaurar los 98 bustos de bronce, muchos de los cuales se habían deteriorado gravemente. Para entonces, las donaciones privadas, que siempre fueron la principal fuente de apoyo del Salón de la Fama, habían cesado de forma efectiva. 
En 2001, el Bronx Community College organizó un esfuerzo de recaudación de fondos por un millón de dólares para reconstruir y ampliar el Salón de la Fama.

## Nominaciones
Para ser elegible para la nominación, la persona debe haber sido ciudadano nativo de los Estados Unidos, nacido o naturalizado (desde 1914), debe haber muerto como mínimo hace 25 años (desde 1922; desde 1900 hasta 1920, un candidato podía haber muerto hacía solo 10 años) y debe haber hecho una contribución importante a la vida económica, política o cultural de la nación. Los nominados se elegían por mayoría simple, excepto desde 1925 hasta 1940, cuando se requería una mayoría de tres quintas partes. En 1976, un sistema de puntos reemplazó el voto mayoritario. Excepcionalmente, se consideraron dos nominadas, Constance Woolson (nominada en 1900) y Orville Wright (elegida en 1965), aunque habían muerto hacía solo 6 y 17 años respectivamente. 
 MacCracken quería asegurarse de que las personas incorporadas en su Salón de la Fama fueran realmente famosas, no solo memorables. Así que estableció una junta de electores, compuesta por hombres y mujeres que poseían cierto grado de renombre, aparentemente personas de gran carácter y buen juicio. A lo largo de los años, ese cuerpo incluiría a los escritores, historiadores y educadores más respetados de su época, junto con decenas de congresistas, una docena de jueces de la Corte Suprema y seis presidentes; siete exelectores han sido elegidos para el Salón de la Fama. Para garantizar que los nominados fueran evaluados con la sobriedad y perspectiva adecuadas, se decidió que no se podía elegir a nadie que no hubiera muerto hacía al menos veinticinco años. Todos pensaron que estaba bien; después de todo, como dice la vieja máxima, «la fama es un alimento que comen los muertos». 
 El Salón de la Fama pronto se convirtió en un punto focal para el orgullo nacional de Estados Unidos: 
Era una institución verdaderamente democrática —cualquiera podía nominar un candidato, la admisión sería libre, y aunque la Universidad de Nueva York actuaba como administrador, recaudando fondos y dirigiendo las elecciones, todo el asunto era técnicamente propiedad del pueblo americano.

...y la gente se lo tomó muy, muy en serio. Los editores de periódicos utilizaron sus páginas editoriales para hacer lobby a favor o en contra de los nominados, y grupos como el Colegio de Abogados de Estados Unidos y las Hijas Unidas de la Confederación (ayudaron a elegir a «Stonewall» Jackson en 1955 y, sin éxito, Jefferson Davis) hicieron extensas y costosas campañas para conseguir que «sus» candidatos fueran elegidos. Las ceremonias de instalación fueron eventos elaborados. Durante un tiempo el término «Salón de la Fama» tuvo más prestigio que el «Premio Nobel», y una colina en el Bronx parecía, para muchos, el lugar más alto del país, si no del mundo.

### Clasificación de homenajeados

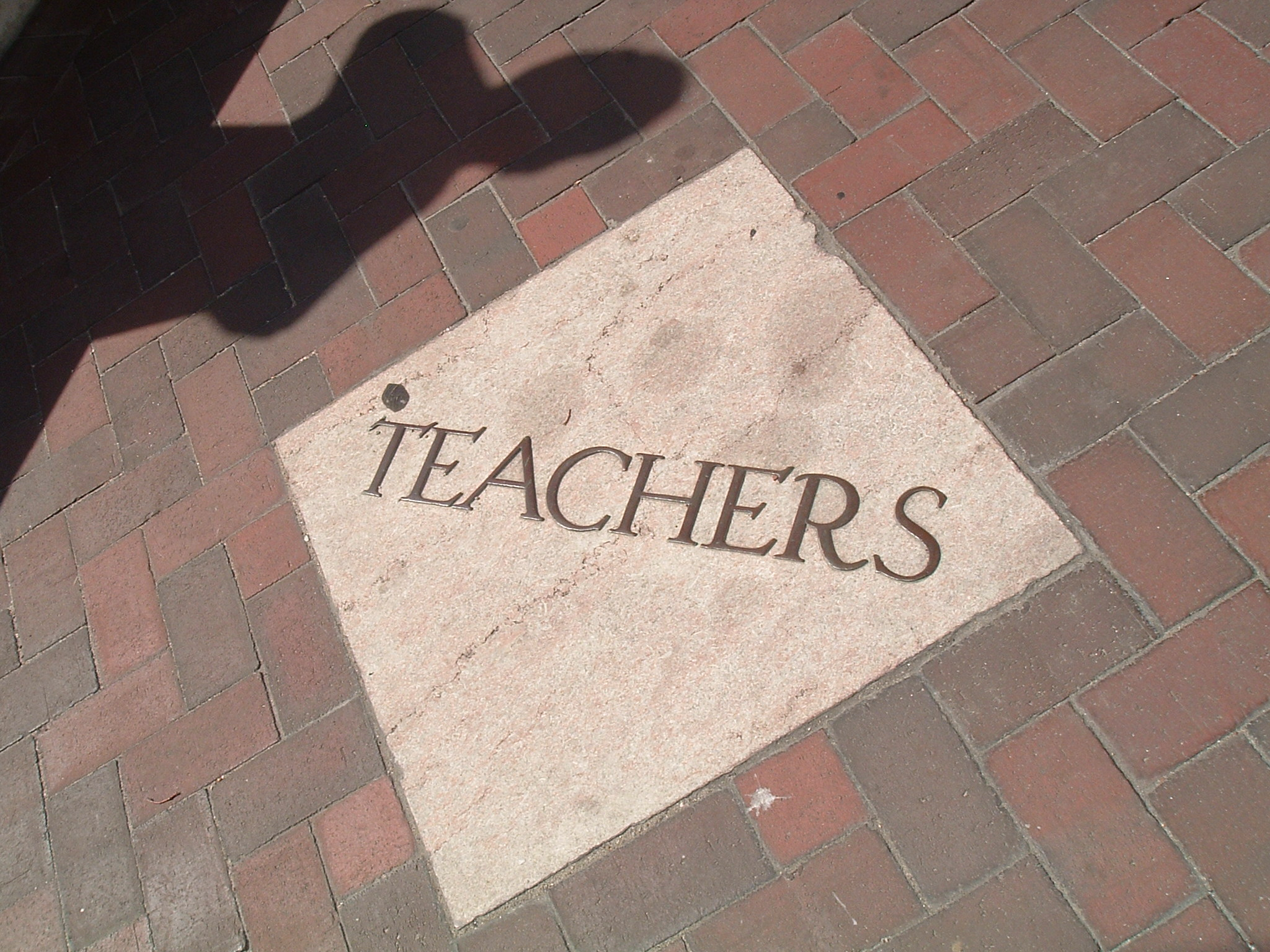
Una baldosa en el Salón de la Fama que denota la sección reservada para bustos de profesores.

Los primeros 50 nombres debían incluir representantes de una mayoría de 15 clases: 
- autores y editores
- empresarios
- inventores
- misioneros y exploradores
- filántropos y reformadores
- clérigos y teólogos
- científicos
- ingenieros y arquitectos
- abogados y jueces
- músicos, pintores y escultores
- médicos y cirujanos
- políticos y estadistas
- soldados y marineros
- profesores
- hombres y mujeres distinguidos fuera de estas clases

### Homenajeados
| Homenajeado                                                 | Imagen | Clasificación                               | Tiempo de vida    | Año de incorporación | Escultor                                 | Notas                            |
| ----------------------------------------------------------- | ------ | ------------------------------------------- | ----------------- | -------------------- | ---------------------------------------- | -------------------------------- |
| John Adams                                                  |        | políticos y estadistas                      | 1735–1826         | 1900                 | John Francis Paramino                    |                                  |
| John Quincy Adams                                           |        | políticos y estadistas                      | 1767–1848         | 1905                 | Edmond Thomas Quinn                      |                                  |
| Jane Addams                                                 |        | autores y editores                          | 1860–1935         | 1965                 | Granville Carter                         |                                  |
| Louis Agassiz                                               |        | científicos                                 | 1807–1873         | 1915                 | Anna Hyatt Huntington                    |                                  |
| Susan B. Anthony                                            |        | filántropos y reformadores                  | 1820–1906         | 1950                 | Brenda Putnam                            |                                  |
| John James Audubon                                          |        | músicos, pintores y escultores              | 1785–1851         | 1900                 | A. Stirling Calder                       |                                  |
| George Bancroft                                             |        | autores y editores                          | 1800–1891         | 1910                 | Rudulph Evans                            |                                  |
| Clara Barton                                                |        | enfermera, fundadora de Cruz Roja Americana | 1821–1912         | 1976                 |                                          | busto no ejecutado               |
| Henry Ward Beecher                                          |        | clérigos y teólogos                         | 1813–1887         | 1900                 | J. Massey Rhind                          |                                  |
| Alexander Graham Bell                                       |        | inventores                                  | 1847–1922         | 1950                 | Stanley Martineau                        |                                  |
| Daniel Boone                                                |        | misioneros y exploradores                   | 1734–1820         | 1915                 | Albin Polasek                            |                                  |
| Edwin Booth                                                 |        | actor                                       | 1833–1893         | 1925                 | Edmond Thomas Quinn                      |                                  |
| Louis Brandeis                                              |        | abogados y jueces                           | 1856–1941         | 1973                 |                                          | busto no ejecutado               |
| Phillips Brooks                                             |        | clérigos y teólogos                         | 1835–1893         | 1910                 | Daniel Chester French                    |                                  |
| William Cullen Bryant                                       |        | autores y editores                          | 1794–1878         | 1910                 | Herbert Adams                            |                                  |
| Luther Burbank                                              |        | científicos                                 | 1849–1926         | 1976                 |                                          | busto no ejecutado               |
| Andrew Carnegie                                             |        | filántropos y reformadores                  | 1835–1919         | 1976                 |                                          | busto no ejecutado               |
| George Washington Carver                                    |        | inventores                                  | 1860s–1943        | 1973                 | Richmond Barthé                          |                                  |
| William Ellery Channing                                     |        | clérigos y teólogos                         | 1780–1842         | 1900                 | Herbert Adams                            |                                  |
| Rufus Choate                                                |        | profesores                                  | 1799–1859         | 1915                 | Hermon MacNeil                           |                                  |
| Henry Clay                                                  |        | políticos y estadistas                      | 1777–1852         | 1900                 | Robert Ingersoll Aitken                  |                                  |
| Samuel Langhorne Clemens (también conocido como Mark Twain) |        | autores y editores                          | 1835–1910         | 1920                 | Albert Humphreys                         |                                  |
| Grover Cleveland                                            |        | políticos y estadistas                      | 1837–1908         | 1935                 | Rudulph Evans                            |                                  |
| James Fenimore Cooper                                       |        | autores y editores                          | 1789–1851         | 1910                 | Victor Salvatore                         |                                  |
| Peter Cooper                                                |        | inventores                                  | 1791–1883         | 1900                 | Chester Beach                            |                                  |
| Charlotte Cushman                                           |        | actriz                                      | 1816–1876         |                      | Frances Grimes                           |                                  |
| James Buchanan Eads                                         |        | ingenieros y arquitectos                    | 1820–1887         | 1920                 | Charles Grafly                           |                                  |
| Thomas Edison                                               |        | inventores                                  | 1847–1931         | 1960                 | Bryant Baker                             |                                  |
| Jonathan Edwards                                            |        | clérigos y teólogos                         | 1703–1758         | 1900                 | Charles Grafly                           |                                  |
| Ralph Waldo Emerson                                         |        | autores y editores                          | 1803–1882         | 1900                 | Daniel Chester French                    |                                  |
| David Farragut                                              |        | soldados y marineros                        | 1801–1870         | 1900                 | Charles Grafly                           |                                  |
| Stephen Foster                                              |        | músicos, pintores y escultores              | 1826–1864         | 1940                 | Walker Hancock                           |                                  |
| Benjamin Franklin                                           |        | políticos y estadistas                      | 1706–1790         | 1900                 | Robert Ingersoll Aitken                  |                                  |
| Robert Fulton                                               |        | inventores                                  | 1765–1815         | 1900                 | Jean-Antoine Houdon                      |                                  |
| Josiah Willard Gibbs                                        |        | científicos                                 | 1839–1903         | 1950                 | Stanley Martineau                        |                                  |
| William C. Gorgas                                           |        | médicos y cirujanos                         | 1854–1920         | 1950                 | Bryant Baker                             |                                  |
| Ulysses S. Grant                                            |        | soldados y marineros políticos y estadistas | 1822–1885         | 1900                 | James Earle Fraser y Thomas Hudson Jones |                                  |
| Asa Gray                                                    |        | científicos                                 | 1810–1888         | 1900                 | Chester Beach                            |                                  |
| Alexander Hamilton                                          |        | políticos y estadistas                      | 1755 or 1757–1804 | 1915                 | Giuseppe Ceracchi                        |                                  |
| Nathaniel Hawthorne                                         |        | autores y editores                          | 1804–1864         | 1900                 | Daniel Chester French                    |                                  |
| Joseph Henry                                                |        | científicos                                 | 1797–1878         | 1915                 | John Flanagan                            |                                  |
| Patrick Henry                                               |        | políticos y estadistas                      | 1736–1799         | 1920                 | Charles Keck                             |                                  |
| Oliver Wendell Holmes Sr.                                   |        | abogados y jueces                           | 1809–1894         | 1910                 | Edmond Thomas Quinn                      |                                  |
| Oliver Wendell Holmes Jr.                                   |        | abogados y jueces                           | 1841–1935         | 1965                 | Joseph Kiselewski                        |                                  |
| Mark Hopkins                                                |        | profesores                                  | 1802–1887         | 1915                 | Hans Hoerbst                             |                                  |
| Elias Howe                                                  |        | inventores                                  | 1819–1867         | 1915                 | Charles Keck                             |                                  |
| Washington Irving                                           |        | autores y editores                          | 1783–1859         | 1900                 | Edward McCartan                          |                                  |
| Andrew Jackson                                              |        | políticos y estadistas                      | 1767–1845         | 1910                 | Belle Kinney                             |                                  |
| Thomas J. «Stonewall» Jackson                               |        | soldados y marineros                        | 1824–1863         | 1955                 | Bryant Baker                             | ordenada su remoción en 2017     |
| Thomas Jefferson                                            |        | políticos y estadistas                      | 1743–1826         | 1900                 | Robert Ingersoll Aitken                  |                                  |
| John Paul Jones                                             |        | soldados y marineros                        | 1747–1792         | 1925                 | Charles Grafly                           |                                  |
| James Kent                                                  |        | abogados y jueces                           | 1763–1847         | 1900                 | Edmond Thomas Quinn                      |                                  |
| Sidney Lanier                                               |        | autores y editores                          | 1842–1881         | 1945                 | Hans Schuler                             |                                  |
| Robert E. Lee                                               |        | soldados y marineros                        | 1807–1870         | 1900                 | George T. Brewster                       | ordenada su remoción en 2017     |
| Abraham Lincoln                                             |        | políticos y estadistas                      | 1809–1865         | 1900                 | Augustus Saint-Gaudens                   |                                  |
| Henry Wadsworth Longfellow                                  |        | autores y editores                          | 1807–1882         | 1900                 | Rudulph Evans                            |                                  |
| James Russell Lowell                                        |        | autores y editores                          | 1819–1891         | 1905                 | Allan Clark                              |                                  |
| Mary Lyon                                                   |        | profesores                                  | 1797–1849         | 1905                 | Laura Gardin Fraser                      | primera mujer incorporada        |
| Edward A. Macdowell                                         |        | músicos, pintores y escultores              | 1860–1908         | 1960                 | C. Paul Jennewein                        |                                  |
| James Madison                                               |        | políticos y estadistas                      | 1751–1836         | 1905                 | Charles Keck                             |                                  |
| Horace Mann                                                 |        | profesores                                  | 1796–1859         | 1900                 | Adolph Alexander Weinman                 |                                  |
| John Marshall                                               |        | abogados y jueces                           | 1755–1835         | 1900                 | Herbert Adams                            |                                  |
| Matthew Fontaine Maury                                      |        | científicos                                 | 1806–1873         | 1930                 | Frederick William Sievers                |                                  |
| Albert A. Michelson                                         |        | científicos                                 | 1852–1931         | 1970                 | Elisabeth Gordon Chandler                |                                  |
| Maria Mitchell                                              |        | científicos                                 | 1818–1889         | 1905                 | Emma F. Brigham                          | primera mujer incorporada        |
| James Monroe                                                |        | políticos y estadistas                      | 1758–1831         | 1930                 | Hermon MacNeil                           |                                  |
| Samuel Morse                                                |        | inventores                                  | 1791–1872         | 1900                 | Chester Beach                            |                                  |
| William Thomas Morton                                       |        | médicos y cirujanos                         | 1819–1868         | 1920                 | Helen Farnsworth Mears                   |                                  |
| John Lothrop Motley                                         |        | autores y editores                          | 1814–1877         | 1910                 | Frederick MacMonnies                     |                                  |
| Simon Newcomb                                               |        | científicos                                 | 1835–1909         | 1935                 | Frederick MacMonnies                     |                                  |
| Thomas Paine                                                |        | autores y editores                          | 1737–1809         | 1945                 | Malvina Hoffman                          |                                  |
| Alice Freeman Palmer                                        |        | profesores                                  | 1855–1902         | 1920                 | Evelyn Beatrice Longman                  |                                  |
| Francis Parkman                                             |        | autores y editores                          | 1823–1893         | 1915                 | Hermon MacNeil                           |                                  |
| George Peabody                                              |        | filántropos y reformadores                  | 1795–1869         | 1900                 | Hans Schuler                             |                                  |
| William Penn                                                |        | políticos y estadistas                      | 1644–1718         | 1935                 | A. Stirling Calder                       |                                  |
| Edgar Allan Poe                                             |        | autores y editores                          | 1809–1849         | 1910                 | Daniel Chester French                    |                                  |
| Walter Reed                                                 |        | médicos y cirujanos                         | 1851–1902         | 1945                 | Cecil Howard                             |                                  |
| Franklin D. Roosevelt                                       |        | políticos y estadistas                      | 1882–1945         | 1973                 | Jo Davidson                              |                                  |
| Theodore Roosevelt                                          |        | políticos y estadistas                      | 1858–1919         | 1950                 | Georg J. Lober                           |                                  |
| Augustus Saint-Gaudens                                      |        | músicos, pintores y escultores              | 1848–1907         | 1920                 | James Earle Fraser                       |                                  |
| William Tecumseh Sherman                                    |        | soldados y marineros                        | 1820–1891         | 1905                 | Augustus Saint-Gaudens                   |                                  |
| John Philip Sousa                                           |        | músicos, pintores y escultores              | 1854–1932         | 1973                 | Karl H. Gruppe                           |                                  |
| Joseph Story                                                |        | abogados y jueces                           | 1779–1845         | 1900                 | Herbert Adams                            |                                  |
| Harriet Beecher Stowe                                       |        | autores y editores                          | 1811–1896         | 1910                 | Brenda Putnam                            |                                  |
| Gilbert Stuart                                              |        | músicos, pintores y escultores              | 1755–1828         | 1900                 | Laura Gardin Fraser                      |                                  |
| Sylvanus Thayer                                             |        | soldados y marineros                        | 1785–1872         | 1965                 | Joseph Kiselewski                        |                                  |
| Henry David Thoreau                                         |        | autores y editores                          | 1817–1862         | 1960                 | Malvina Hoffman                          |                                  |
| Lillian Wald                                                |        | enfermera y autora                          | 1867–1940         | 1970                 | Eleanor Platt                            |                                  |
| Booker T. Washington                                        |        | profesores                                  | 1856–1915         | 1945                 | Richmond Barthé                          |                                  |
| George Washington                                           |        | políticos y estadistas                      | 1732–1799         | 1900                 | Jean-Antoine Houdon                      | único incorporado por unanimidad |
| Daniel Webster                                              |        | políticos y estadistas                      | 1782–1852         | 1900                 | Robert Ingersoll Aitken                  |                                  |
| George Westinghouse                                         |        | inventores                                  | 1846–1914         | 1955                 | Edmondo Quattrocchio                     |                                  |
| James Abbott McNeill Whistler                               |        | músicos, pintores y escultores              | 1834–1903         | 1930                 | Frederick MacMonnies                     |                                  |
| Walt Whitman                                                |        | autores y editores                          | 1819–1892         | 1930                 | Chester Beach                            |                                  |
| Eli Whitney                                                 |        | inventores                                  | 1765–1825         | 1900                 | Chester Beach                            |                                  |
| John Greenleaf Whittier                                     |        | autores y editores                          | 1807–1892         | 1905                 | Rudulph Evans                            |                                  |
| Roger Williams                                              |        | clérigos y teólogos                         | 1603–1683         | 1920                 | Hermon MacNeil                           |                                  |
| Emma Willard                                                |        | profesores                                  | 1787–1870         | 1905                 | Frances Grimes                           | primera mujer incorporada        |
| Frances Willard                                             |        | profesores                                  | 1839–1898         | 1910                 | Lorado Taft                              |                                  |
| Woodrow Wilson                                              |        | políticos y estadistas                      | 1856–1924         | 1950                 | Walker Kirtland Hancock                  |                                  |
| Orville Wright                                              |        | inventores                                  | 1871–1948         | 1965                 | Paul Fjelde                              |                                  |
| Wilbur Wright                                               |        | inventores                                  | 1867–1912         | 1955                 | Vincent Glinsky                          |                                  |

Los bustos para homenajeados incorporados en 1976, así como el busto de Louis Brandeis, aún no se han ejecutado. 

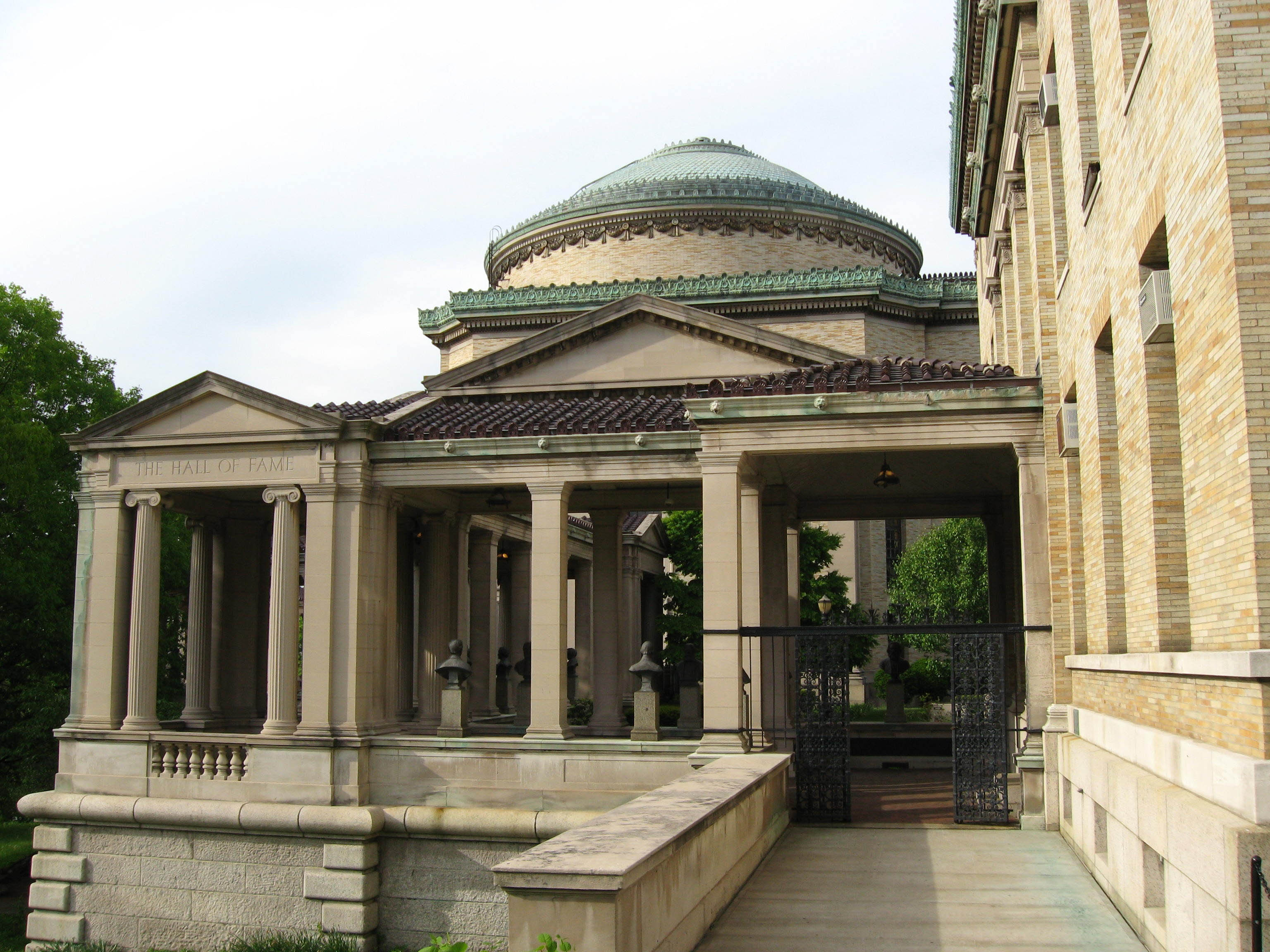
Entrada sur.

### Nominados no elegidos
Además de Constance Woolson y Jefferson Davis, las siguientes personas se encontraban entre las nominadas al menos una vez, aunque no fueran elegidas: 
Samuel Adams, Louisa May Alcott, Johnny Appleseed, Chester A. Arthur, Sarah Franklin Bache, Henry Barnard, William Beaumont, John Shaw Billings, George Caleb Bingham, Elizabeth Blackwell, Elena Petrovna Blavatsky, Borden Parker Bowne, William Brewster, William Austin Burt, Horace Bushnell, John C. Calhoun, Alice Cary, Frederick Edwin Church, George Rogers Clark, George M. Cohan, Calvin Coolidge, John Singleton Copley, Dorothea Dix, Paul Dunbar, Amelia Earhart, Wyatt Earp, John Eliot, Henry Ford, James A. Garfield, William Lloyd Garrison, Lou Gehrig, Henry George, Horace Greeley, Sarah Josepha Buell Hale, Warren G. Harding, Benjamin Harrison, William Henry Harrison, Charles Evans Hughes, Richard M. Hoe, John Irlanda, Helen Hunt Jackson, William James, John Jay, Andrew Johnson, Al Jolson, Jefe Joseph, Adoniram Judson, Francis Scott Key, Joyce Kilmer, Fiorello La Guardia, Karl Landsteiner, Gilbert N. Lewis, Crawford Long, Huey Long, C yrus McCormick, Robert McCormick, Ephraim McDowell, Charles Follen McKim, William McKinley, Ottmar Mergenthaler, S. Weir Mitchell, Lucretia Mott, Benjamin Peirce, Wendell Phillips, Hiram Powers, Will Rogers, Babe Ruth, Sacagawea, Jacob Schiff, Elizabeth Seton, Lydia Huntley Sigourney, Matthew Simpson, John Stevens, Robert L. Stevens, Nikola Tesla, Roger B. Taney, Benjamin Thompson, Judah Touro, Paul M. Warburg, Martha Washington, Mary Ball Washington, Francis Wayland, Noah Webster, William Henry Welch, Henry Wheaton y Theodore Dwight Woolsey .

### Remociones
El gobernador de Nueva York, Andrew Cuomo, ordenó que los bustos de Robert E. Lee y Stonewall Jackson fueran retirados del Salón de la Fama para Americanos Ilustres en agosto de 2017.